# Іранські мови

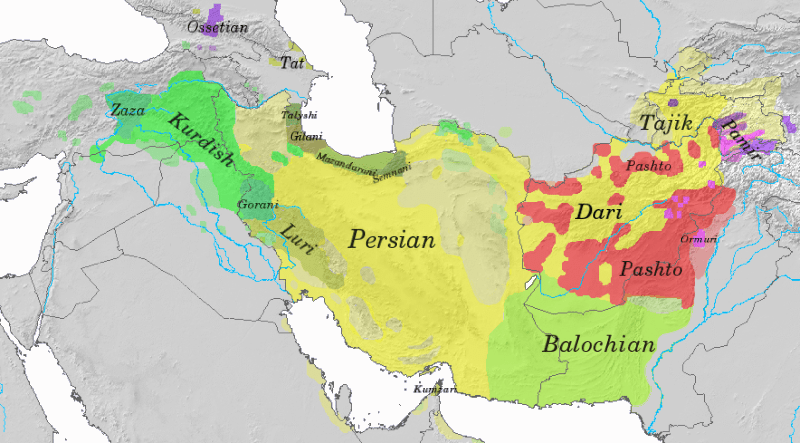
Поширення іранських мов

Іра́нські мо́ви — підгрупа мов, індоіранської групи індоєвропейської мовної родини, до яких насамперед належить перська мова. За даними Ethnologue у світі існує 87 іранських мов, якими розмовляє від 150 млн до 200 млн людей: перською — 53 млн, пушту — 40 млн, курдською — 40 млн тощо.
На основі лінгвістичного аналізу іранських мов, була реконструйована прото-іранська мова, яка в свою чергу походить від прото-індоіранської мови, що походить від прото-індоєвропейської мови. Носії прото-іранської мови розселилися на широких просторах південно-східної Європи, Іранського нагір'я та в Середній Азії. Слід зазначити, що праіранська мова ніколи не була чимось монолітним, це була група споріднених діалектів, які часом значно різнилися між собою. Наразі відомо декілька давньоіранських мов, які дають підстави для тверджень, про виділення щонайменше двох груп (західноіранська та східноіранська групи), з діалектною диференціацією навіть у саміх цих групах.
За середньоіранського етапу розвитку мов до західноіранської групи належали парфянська (пехлеві, пехлевійська) та середньоперська. До східноіранської групи належали бактрійська, согдійська, хорезмійська, хотано-сакська та сукупність сармато-аланських діалектів.

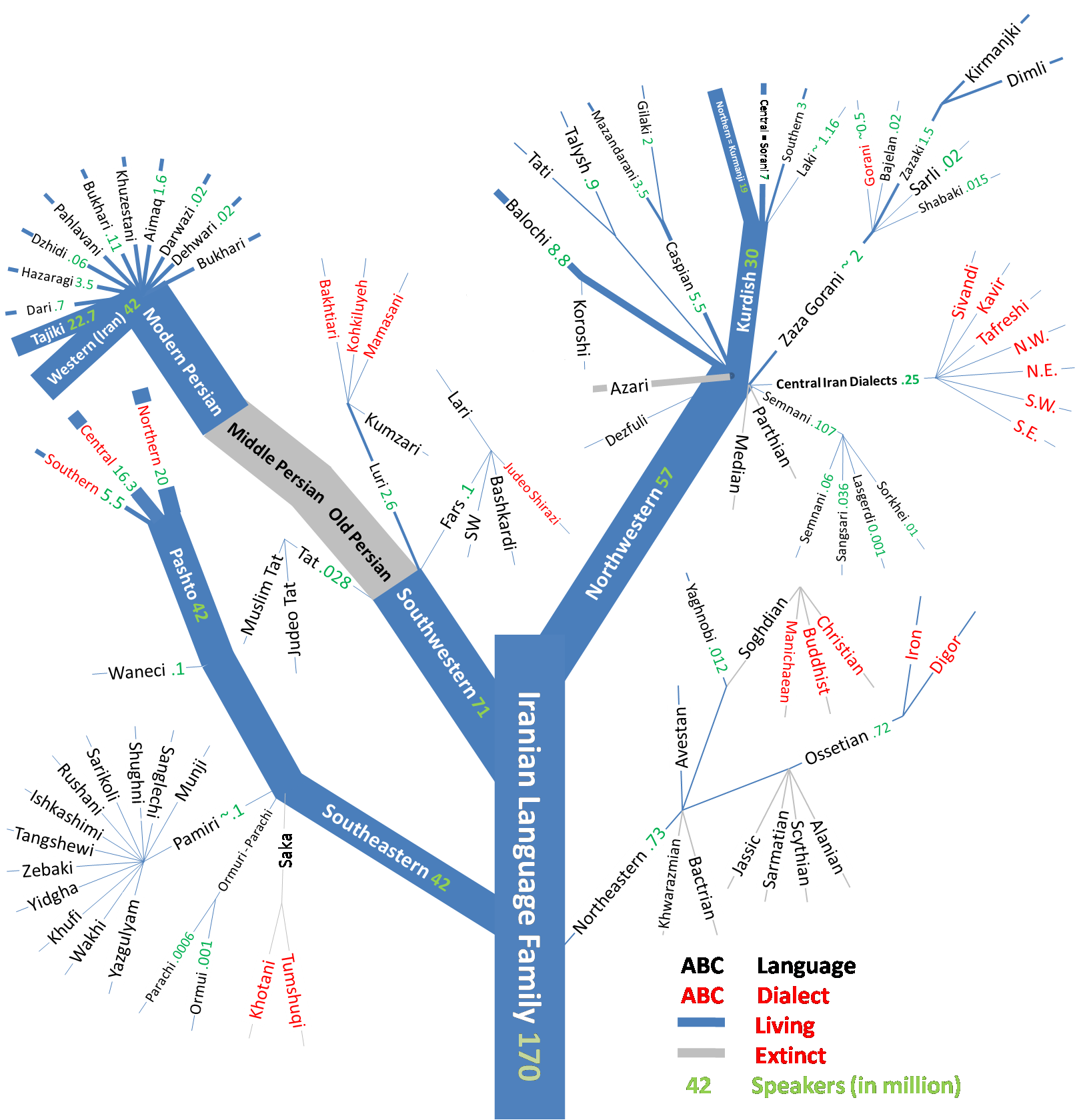
Дерево іранських мов

Після ісламського завоювання Ірану значна частина іранських мов перейшла на доповнене і модифіковане арабське письмо. Поширення іранських мов дещо звузилося під тиском сусідів — арабів та тюрків.